# راينر هاوك
راينر هاوك (بالألمانية: Rainer Hauck)‏ هو لاعب كرة قدم ألماني، ولد في 16 يناير 1978 في ألمانيا. لعب مع إف91 دوديلانج ونادي كايزرسلاوترن.

## وصلات خارجية
- راينر هاوك على موقع قاعدة بيانات كرة القدم.إي يو (الإنجليزية)
- راينر هاوك على موقع بيانات كرة القدم. دي إي (الألمانية)
- راينر هاوك على موقع عالم كرة القدم.نت (الإنجليزية)